# Пішковиці
Пішковиці (пол. Piszkowice) — село в Польщі, у гміні Клодзко Клодзького повіту Нижньосілезького воєводства.
Населення — 306 осіб (2011).
У 1975-1998 роках село належало до Валбжиського воєводства.

## Демографія
Демографічна структура станом на 31 березня 2011 року:
|          | Загалом | Допрацездатний вік | Працездатний вік | Постпрацездатний вік |
| -------- | ------- | ------------------ | ---------------- | -------------------- |
| Чоловіки | 151     | 34                 | 99               | 18                   |
| Жінки    | 155     | 42                 | 76               | 37                   |
| Разом    | 306     | 76                 | 175              | 55                   |